# Magna Carta (An Embroidery)
Magna Carta (An Embroidery) er et broderi, skabt af den britiske installationskunstner Cornelia Parker. Værket er en gengivelse af en wikipedia-artikel inkl. illustrationer om Magna Carta, som den så ud på 799-året for dokumentets underskrivelse, 15. juni 2014.
Det håndstukne broderi er 1,5 meter bredt og næsten 13 meter langt. Parker fik trykt wikipedia-artiklen på stof og delte stoffet i 87 bidder, som blev sendt ud til 200 individer, som bidrog med håndbroderingen.

## Bidragsydere
Parker udvalgte personer og grupper ud fra, at de var påvirket af og forbundet med Magna Carta. Hovedparten var indsatte i fængsler, men også en række kendte personligheder deltog i arbejdet, heraf flere britiske parlamentsmedlemmer, advokater, menneskerettighedsforkæmpere og kunstnere.
Blandt kendte bidragsydere er:
- Julian Assange – "freedom"[2]
- Kenneth Clarke
- Jarvis Cocker – "common people"[2]
- Brian Eno – "in perpetuity"[2]
- Germaine Greer
- Philip Pullman – "Oxford"[2]
- Edward Snowden – "liberty"[2]
- Jimmy Wales – "user's manual"[3]